# St. Pius (Saarbrücken)

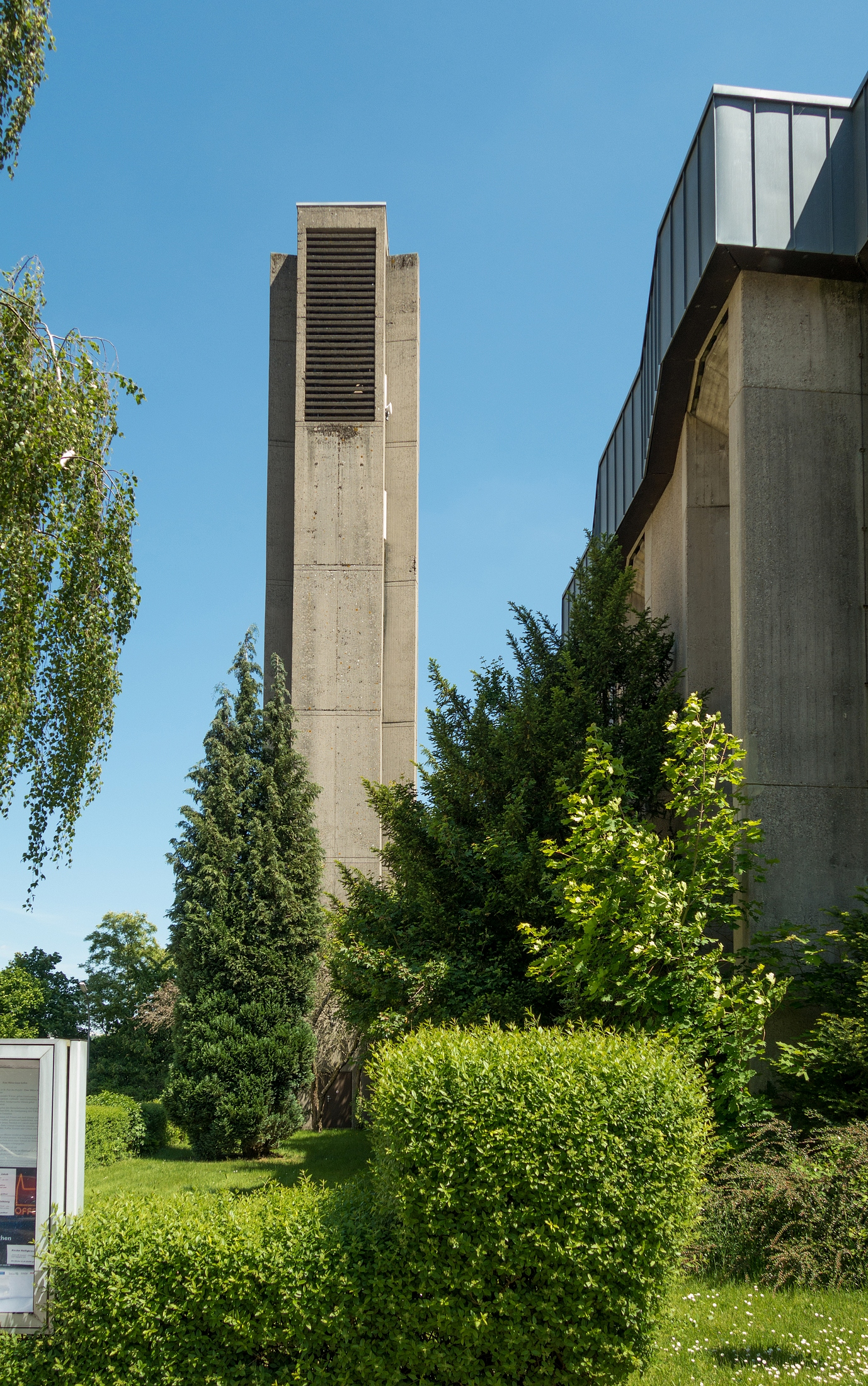

Kirche St. Pius ist eine römisch-katholische Pfarrkirche des Bistums Trier in Saarbrücken. Sie befindet sich im Stadtteil Sankt Arnual auf dem Wackenberg und trägt das Patrozinium des als Heiligen verehrten  Papst Pius X.

## Geschichte
Die Idee einer Kirche auf dem Wackenberg entstand mit der Erschließung des Wohngebietes in den 1920er Jahren, konnte aber lange Zeit nicht realisiert werden. Im Jahr 1961 wurde schließlich der Grundstein der Kirche gelegt und die Konsekration fand im Dezember 1963 statt. Die Kirche gehört heute zur Pfarreiengemeinschaft St. Jakob, die sämtliche Kirchengemeinden südlich der Saar umfasst.

## Baubeschreibung
St. Pius wurde von den Saarbrücker Architekten Albert Dietz & Bernhard Grothe entworfen. Der stützenlose quaderförmige Kirchenraum besitzt an seinen Stirnseiten keine Fenster. Die Seitenwände sind zu Nischen gefaltet, die von großen farbigen Fensterbändern voneinander abgesetzt sind. An der nordöstlichen Ecke des Grundstückes befindet sich der weithin sichtbare schlanke Kirchturm aus Sichtbeton während sich im Süden die Sakristei und eine Werktagskapelle anschließen. Zwischen Kapelle und Kirche befindet sich ein schmaler Innenhof.
Die Altarwand wird ausschließlich von einem Kreuz sowie zwei Wandteppichen mit der Darstellung des Heiligen Papst Pius X. und Don Bosco geschmückt. An der Westseite befindet sich eine großzügige Orgelempore.

## Orgel
Die Kirche verfügt über ein Serieninstrument der Firma Walcker, welches unter der Modellbezeichnung „E8“ bekannt ist und 1964 erbaut wurde. Das Positiv besitzt 11 Register auf zwei Manualen und Pedal.
| I Hauptwerk C–g3 |                |            |
| 1.               | Gedackt        | 8′         |
| 2.               | Prinzipal      | 4′         |
| 3.               | Sesquialter II | [ Anm. 1 ] |
| 4.               | Mixtur II–III  |            |

| II Positiv C–g3 |           |       |
| 5.              | Gemshorn  | 8′    |
| 6.              | Rohrflöte | 4′    |
| 7.              | Prinzipal | 2′    |
| 8.              | Quinte    | 1 ⁄3′ |

| Pedal C–f1 |           |     |
| 9.         | Subbaß    | 16′ |
| 10.        | Choralbaß | 4′  |
| 11.        | Trompete  | 16′ |

- Koppeln: II/I, I/P, II/P

Anmerkung:
1. ↑  Ab b0